# Hugo Göllors-Ohlsson
Olof Hugo Göllors-Ohlsson, född Ohlsson 16 november 1919 i Malung, död 7 februari 1977 i Malung, var en svensk friidrottare (stavhopp). Han vann SM-guld i stavhopp år 1942 och 1947. Han tävlade inom landet för Malungs IF.
Han medverkade i OS 1948 i London där han kom sjua i stavhopp.